# Union générale des travailleurs de Côte d'Ivoire
L'Union générale des travailleurs de Côte d'Ivoire (UGTCI) est une confédération syndicale ivoirienne fondée en 1962. Elle est affiliée à la Confédération syndicale internationale (CSI). 

## Histoire
La confédération est fondée en 1962, par le regroupement de toutes les centrales syndicales du pays, l'Union nationale des travailleurs de Côte d'Ivoire (UNTCI), l'Union nationale des confédérations africaines des syndicats libres (UNCASL), la Centrale nationale des travailleurs de Côte d'Ivoire (CNTCI), le Groupe des syndicats non affiliés (GSNA). Elle demeure l'unique confédération syndicale du pays jusqu'en 1992, lors de la création de la Fédération des syndicats autonomes de Côte d'Ivoire (FESACI) et de l'Association ivoirienne des syndicats libres Dignité (ASLCI).

## Organisations affiliées
La confédération compte 157 syndicats affiliés, 24 dans la Fonction publique, 130 dans le secteur privé et 3 dans le secteur informel. Elle regroupe 8 fédérations, 9 unions régionales et 29 unions locales. 